# Перший занасип
Пе́рший зана́сип — місцевість Кременчука, один з районів міста Кременчука.

## Розташування
Перший занасип на заході межує з Центром, від якого відділений залізничним полотном. На північному заході знаходиться залізничний вокзал.

## Опис

Панорама Першого занасипу з пішохідного переходу над залізничним вокзалом

Перший занасип — спальний район міста. На території мікрорайону розташовані як 1-2 поверхові приватні будинки, так і 5-9 поверхівки.

## Головні вулиці

### Вулиця Велика Набережна
Вулиця починається біля проїзду під залізничним полотном, що знаходиться біля початку як вулиці Шевченка так і вулиці Велика Набережна. Вулиця тягнеться у бік Студентського парку і заокруглюється вздовж парку та тягнеться до вулиці Ярмаркової. Фактично вона відокремлює район міста від закременчуцьких територій. На вулиці переважно знаходяться 5-9-ти поверхові багатоквартирні будинки, в кінці вулиці декілька приватних садиб.

### Вулиця Ярмаркова
Ця вулиця служить так званим кордоном, що відділяє Перший занасип від Другого. Вулиця тягнеться вздовж залізничного полотна. По вулиці переважно знаходяться приватні будівлі.

### Вулиця Миколи Кучми
Вулиця тягнеться вздовж Першого занасипу і проходить через його георгафічний центр. По вулиці розташовані переважно приватні будівлі.

## Транспорт
До району першого занасипу з міста можна дістатися маршрутом № 11. Маршрут починається у районі Молодіжного і закінчується на провулку Маршала Говорова, що на Першому занасипу. Також можна дістатися автобусом № 231, що їде за таким маршрутом Піщане — провулок Маршала Говорова.